# سيريل براون
سيريل براون (7 فبراير 1893 في المملكة المتحدة - 30 أبريل 1948 بإيستبورن في المملكة المتحدة) (بالإنجليزية: Cyril Browne)‏ هو لاعب كريكت بريطاني (وحمل سابقاً جنسية المملكة المتحدة لبريطانيا العظمى وأيرلندا). لعب مع نادي مقاطعة ساسكس للكركيت ‏ ونادي جامعة كامبريدج للكريكيت ‏.

## وصلات خارجية
- سيريل براون على موقع إي آس بي آن كريك إنفو (الإنجليزية)